# Giant
"Giant" también puede referirse al luchador profesional Paul Wight, conocido también como Big Show.
Giant Manufacturing Co. Ltd. es una compañía dedicada a la elaboración de bicicletas. Establecida en 1972 en Taiwán, Giant comenzó como productora OEM, construyendo bicicletas para ser vendidas con otros nombres. Al poco tiempo estableció su propia marca. En estos momentos vende bicicletas en 50 países, en más de 10 000 tiendas. Sus ventas en el año 1998 superaron los 2,8 millones de dólares.
Giant tiene fábricas en Taiwán, Países Bajos y China.
Giant inventó el cuadro de bicicleta de carretera con sloping bajo, que tuvo que ser aceptada por la Unión Ciclista Internacional para su uso en competición.
En la Argentina los cuadros ATX 890 (de aluminio ALCOA) fueron usados en las competencias nacionales de alto nivel dando una excelente rendimiento a los competidores los cuales no pudieron romper ningún cuadro lo que demuestra su fiabilidad.
Giant patrocina dos grandes equipos de ciclismo profesional:
- Giant factory off road team, de bicicleta de montaña.
- Team Giant-Alpecin, de ciclismo en carretera.

El grupo internacional Giant de creadores con inspiración, diseñadores con dedicación, y “artesanos” llenos de pasión, tienen las manos libres para crear las bicis del futuro. Pueden apoyarse día y noche en recursos internos únicos, como la fábrica de composite C-Tech, los ingenieros del Techno Center, las instalaciones de producción, sea cual sea la hora en la que les surja una idea o una inspiración.